# Angela Marsons
Angela Marsons (Brierley Hill, 1968) é uma escritora britânica de ficção policial. Ela já vendeu mais de três milhões e meio de cópias de seus romances, que foram traduzidos para 28 idiomas.

## Biografia
Angela Marsons é de Brierley Hill, em West Midlands, Inglaterra e é uma ex- segurança do Merry Hill Shopping Center, onde supervisionou mais de 70 seguranças e permaneceu lá por 19 anos. Tendo sido rejeitada por várias editoras ao longo de 25 anos, todos os seus livros passam em Black Country. O personagem principal da série de crimes é o detetive Kim Stone.
Ela descobriu que amava a escrita na escola, quando passou a deixar suas tarefas em segundo plano para observar as outras pessoas e criar as próprias histórias. Em seu boletim, havia sempre a mesma observação: “Angela se sairia melhor caso se importasse tanto com os estudos como se importa com os outros”.
A autora é declaradamente lésbica e atualmente está morando em Black Country com sua parceira: Julie, seu labrador e um papagaio.

## Obras

### Série Kim Stone
- Silent Scream (2015) no Brasil: Gritos no Silêncio (Gutenberg, 2018) em Portugal: Gritos Silenciosos (Quinta Essência, 2016)
- Evil Games (2015) no Brasil: Jogos Malignos (Gutenberg, 2019) em Portugal: Jogos Cruéis (Quinta Essência, 2017, 2021)
- Lost Girls (2015) no Brasil: Infâncias Roubadas (Gutenberg, 2021) em Portugal: As Raparigas Perdidas (Quinta Essência, 2021)
- Play Dead (2016) em Portugal: Jogo de Morte (Quinta Essência, 2022)
- Blood Lines (2016)
- Dead Souls (2017)
- Broken Bones (2017)
- Dying Truth (2018)
- Fatal Promise (2018)
- Dead Memories (2019)
- Child's Play (2019)
- First Blood (2019)
- Killing Mind (2020)
- Deadly Cry (2020)
- Twisted Lies (2021)
- Stolen Ones (2021)
- Six Graves (2022)
- Hidden Scars (2022)
- Deadly Fate (2023)
- Bad Blood (2023)

### Outros livros
- Dear Mother (2014)
- The Forgotten Woman (2016)